# Cantonul Montlieu-la-Garde
Cantonul Montlieu-la-Garde este un canton din arondismentul Jonzac, departamentul Charente-Maritime, regiunea Poitou-Charentes, Franța.

## Comune
| Comune                    | Populație (1999) | Cod poștal | Cod INSEE |
| ------------------------- | ---------------- | ---------- | --------- |
| Bedenac                   | 548              | 17210      | 17038     |
| Bussac-Forêt              | 938              | 17210      | 17074     |
| Chatenet                  | 213              | 17210      | 17095     |
| Chepniers                 | 641              | 17210      | 17099     |
| Chevanceaux               | 1 020            | 17210      | 17104     |
| Mérignac                  | 202              | 17210      | 17229     |
| Montlieu-la-Garde         | 1 318            | 17210      | 17243     |
| Orignolles                | 604              | 17210      | 17269     |
| Le Pin                    | 73               | 17210      | 17276     |
| Polignac                  | 121              | 17210      | 17281     |
| Pouillac                  | 222              | 17210      | 17287     |
| Sainte-Colombe            | 119              | 17210      | 17319     |
| Saint-Palais-de-Négrignac | 365              | 17210      | 17378     |